# Kieta

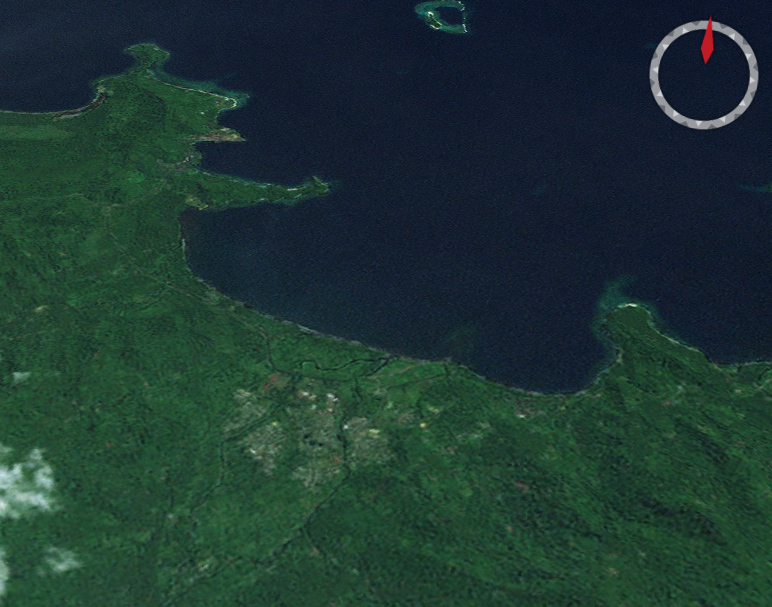
Arawa et le port de Kieta vus de l'espace (2007).

Kieta est une ville portuaire de Papouasie Nouvelle-Guinée située sur la côte orientale de l'île de Bougainville, dans la province de Bougainville, près d'Arawa. Largement détruite et dépeuplée lors des soulèvements de 1990, Dans Kieta sont surtout demeurés un quai et un aéroport.